# 인텔 아크
인텔 아크(Intel Arc)는 인텔이 개발한 그래픽 처리 장치(GPU) 브랜드로, 게임, 콘텐츠 제작, 전문가용 애플리케이션을 위한 인텔의 외장 GPU 라인을 대표한다. 아크 GPU는 인텔이 설계하고 TSMC가 위탁 생산한다. 이 브랜드는 또한 지원되는 그래픽 소프트웨어 및 드라이버 기술을 포함하며, 대부분의 프로세서에 탑재된 인텔의 내장 그래픽 프로세서 라인인 인텔 그래픽스 테크놀로지와 함께 판매된다.
인텔 아크는 엔비디아의 지포스 및 AMD의 라데온 제품과 경쟁한다. 1세대인 아크 A-시리즈는 2022년에 출시되었으며, 3월에 노트북 GPU가 출시되었고 같은 해 후반에 A750 및 A770과 같은 데스크톱 모델이 출시되었다.
워크스테이션용 아크 프로 시리즈는 2022년 8월에 도입되었으며, 이어서 2세대 배틀메이지 (B-시리즈) GPU가 2024년 12월에 발표되었다. 첫 번째 모델인 B580은 같은 달 후반에 출시되었다.

## 어원
인텔에 따르면 이 브랜드는 비디오 게임에서 발견되는 스토리 아크의 개념을 따서 명명되었다. 각 아크 세대는 라틴 음소문자의 각 글자를 오름차순으로 정렬한 캐릭터 클래스의 이름을 따서 명명된다. A로 시작하여 B, C 등으로 이어진다. 1세대는 Alchemist로 명명되었으며, Battlemage, Celestial, Druid는 각각 2세대, 3세대, 4세대 아크의 이름이다.

## 그래픽스 프로세서 세대

### Alchemist

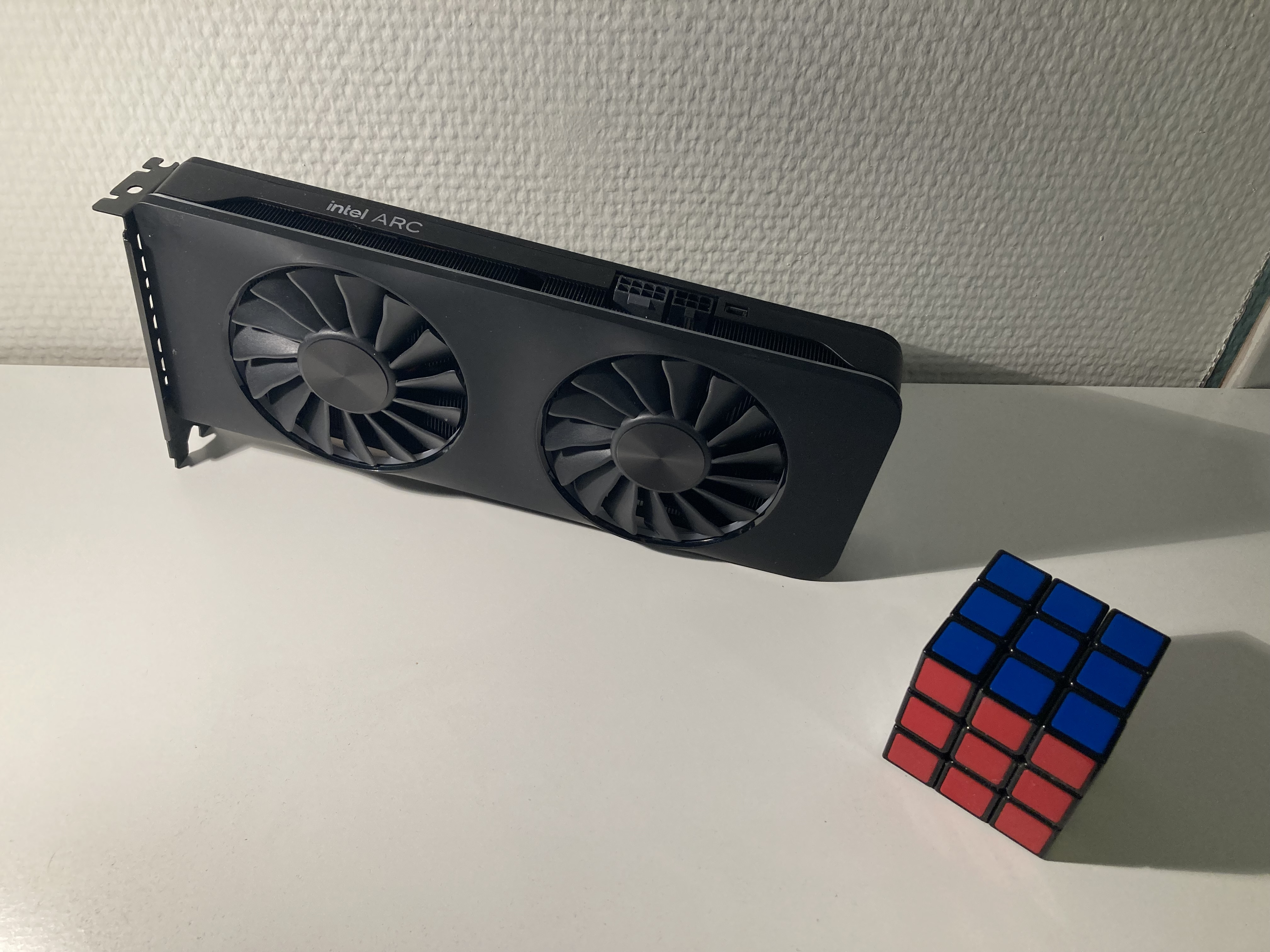
인텔 1세대 Alchemist GPU 중 최고급 데스크톱 GPU인 인텔 아크 A770 16GB. 루빅스 큐브와 함께 크기 비교를 위해 놓여 있다.

이전 코드명 "DG2"로 개발된 1세대 인텔 아크 GPU("Alchemist" 코드명)는 2022년 3월 30일에 출시되었다. 이는 추가 데스크톱 카드 및 노트북 폼팩터로 제공된다. TSMC는 N6 공정을 사용하여 다이를 제조한다.
Alchemist는 인텔 Xe GPU 아키텍처, 더 구체적으로는 Xe-HPG 변형을 사용한다. Alchemist는 하드웨어 기반 광선 추적, XeSS 또는 신경망 기반 슈퍼샘플링(엔비디아의 DLSS 및 AMD의 FSR과 유사), 그리고 DirectX 12 Ultimate를 지원한다. 또한 DisplayPort 2.0 및 오버클럭도 지원된다. AV1 고정 기능 하드웨어 인코더는 인텔 퀵 싱크 비디오 코어의 일부로 Alchemist GPU에 포함되어 있다.
인텔은 Alchemist부터 하드웨어에서 ASTC 지원이 제거되었으며, 미래의 Arc GPU 마이크로아키텍처도 이를 지원하지 않을 것임을 확인했다.
Arc Alchemist는 SR-IOV 또는 Direct3D 9를 기본적으로 지원하지 않고, Direct3D 9 호출을 Direct3D 12 등가물로 변환하는 D3D9On12 래퍼로 대체한다.
아크는 OpenCL 3.0을 지원하며 예를 들어 이 GPU는 그리드 월드 커뮤니티 그리드에서 작동할 수 있다.
디스플레이 연결: DisplayPort 2.0 (40 Gbit/s 대역폭) 및 HDMI 2.1

#### 데스크톱
| 브랜딩 및 모델 | 브랜딩 및 모델 | 출시       | MSRP (USD) | 코드명            | 공정    | 트랜지스터 (십억 개) | 다이 크기 (mm2) | 코어 구성                               | L2 캐시 | 클록 속도 (MHz) | 필레이트    | 필레이트      | 메모리 | 메모리    | 메모리        | 메모리  | 메모리      | 처리 능력 (TFLOPS) | 처리 능력 (TFLOPS) | 처리 능력 (TFLOPS) | TDP   | 버스 인터페이스 |
| 브랜딩 및 모델 | 브랜딩 및 모델 | 출시       | MSRP (USD) | 코드명            | 공정    | 트랜지스터 (십억 개) | 다이 크기 (mm2) | 코어 구성                               | L2 캐시 | 클록 속도 (MHz) | 화소 (GP/s) | 텍스처 (GT/s) | 유형   | 크기 (GB) | 대역폭 (GB/s) | 버스 폭 | 클록 (MT/s) | 반정밀도 (기본)    | 단정밀도 (기본)    | 배정밀도 (기본)    | TDP   | 버스 인터페이스 |
| -------------- | -------------- | ---------- | ---------- | ----------------- | ------- | -------------------- | --------------- | --------------------------------------- | ------- | --------------- | ----------- | ------------- | ------ | --------- | ------------- | ------- | ----------- | ------------------ | ------------------ | ------------------ | ----- | --------------- |
| 아크 3         | A310           | 2022/9/28  | $110       | ACM-G11 (DG2-128) | TSMC N6 | 7.2                  | 157             | 6 Xe 코어 768:32:16:6 (192:96:2)        | 4 MB    | 2000 2000       | 32          | 64            | GDDR6  | 4 GB      | 124           | 64-bit  | 15500       | 6.144              | 3.072              | n/a                | 75 W  | PCIe 4.0 x8     |
| 아크 3         | A380           | 2022/6/14  | $139       | ACM-G11 (DG2-128) | TSMC N6 | 7.2                  | 157             | 8 Xe 코어 1024:64:32:8 (256:128:2)      | 4 MB    | 2000 2050       | 64 65.6     | 128 131.2     | GDDR6  | 6 GB      | 186           | 96-bit  | 15500       | 8.192 8.3968       | 4.096 4.1984       | n/a                | 75 W  | PCIe 4.0 x8     |
| 아크 5         | A580           | 2023/10/10 | $179       | ACM-G10 (DG2-512) | TSMC N6 | 21.7                 | 406             | 24 Xe 코어 3072:192:96:24 (768:384:6)   | 8 MB    | 1700 1700       | 163.2       | 326.4         | GDDR6  | 8 GB      | 512           | 256-bit | 16000       | 20.890             | 10.445             | n/a                | 175 W | PCIe 4.0 x16    |
| 아크 7         | A750           | 2022/10/14 | $289       | ACM-G10 (DG2-512) | TSMC N6 | 21.7                 | 406             | 28 Xe 코어 3584:224:112:28 (896:448:7)  | 16 MB   | 2050 2400       | 229.6 268.8 | 393.6 460.8   | GDDR6  | 8 GB      | 512           | 256-bit | 16000       | 29.3888 34.4064    | 14.6944 17.2032    | n/a                | 225 W | PCIe 4.0 x16    |
| 아크 7         | A770 8GB       | 2022/10/14 | $329       | ACM-G10 (DG2-512) | TSMC N6 | 21.7                 | 406             | 32 Xe 코어 4096:256:128:32 (1024:512:8) | 16 MB   | 2100 2400       | 268.8 307.2 | 537.6 614.4   | GDDR6  | 8 GB      | 512           | 256-bit | 16000       | 34.4064 39.3216    | 17.2032 19.6608    | n/a                | 225 W | PCIe 4.0 x16    |
| 아크 7         | A770 16GB      | 2022/10/14 | $349       | ACM-G10 (DG2-512) | TSMC N6 | 21.7                 | 406             | 32 Xe 코어 4096:256:128:32 (1024:512:8) | 16 MB   | 2100 2400       | 268.8 307.2 | 537.6 614.4   | GDDR6  | 16 GB     | 560           | 256-bit | 17500       | 34.4064 39.3216    | 17.2032 19.6608    | n/a                | 225 W | PCIe 4.0 x16    |

1. 1 2  In OpenCL 3.0, OpenCL 1.2 functionality has become a mandatory baseline, while all OpenCL 2.x and OpenCL 3.0 features were made optional.
2. ↑   셰이딩 코어 (ALU): 텍스처 매핑 유닛 (TMU): 렌더 출력 유닛 (ROP): 레이 트레이싱 유닛 
   (텐서 코어 (XMX): 실행 유닛: 렌더 슬라이스)
3. ↑   부스트 값 (사용 가능한 경우)은 기본 값 아래에 이탤릭체로 표시됩니다.

#### 모바일
| 브랜드 및 모델 | 브랜드 및 모델 | 출시         | 코드명            | 공정    | 트랜지스터 (10억 개) | 다이 크기 (mm2) | 코어 구성                              | L2 캐시 | 코어 클럭 (MHz) | 필레이트    | 필레이트      | 메모리      | 메모리    | 메모리        | 메모리  | 메모리      | 처리 능력 (TFLOPS) | 처리 능력 (TFLOPS) | 처리 능력 (TFLOPS) | TDP       | 버스 인터페이스 |
| 브랜드 및 모델 | 브랜드 및 모델 | 출시         | 코드명            | 공정    | 트랜지스터 (10억 개) | 다이 크기 (mm2) | 코어 구성                              | L2 캐시 | 코어 클럭 (MHz) | 화소 (GP/s) | 텍스처 (GT/s) | 유형        | 크기      | 대역폭 (GB/s) | 버스 폭 | 클럭 (MT/s) | 반정밀도 (Half)    | 단정밀도 (Single)  | 배정밀도 (Double)  | TDP       | 버스 인터페이스 |
| -------------- | -------------- | ------------ | ----------------- | ------- | -------------------- | --------------- | -------------------------------------- | ------- | --------------- | ----------- | ------------- | ----------- | --------- | ------------- | ------- | ----------- | ------------------ | ------------------ | ------------------ | --------- | --------------- |
| 아크 3         | A350M          | 2022/3/30    | ACM-G11 (DG2-128) | TSMC N6 | 7.2                  | 157             | 6 Xe 코어 768:48:24:6 (96:96:2)        | 4 MB    | 1150 2200       | 27.6 52.8   | 55.2 105.6    | GDDR6 SDRAM | 4 GB      | 112           | 64비트  | 14000       | 3.5328 6.7584      | 1.7664 3.3792      | 0.4416 0.8448      | 25–35 W   | PCIe 4.0 ×8     |
| 아크 3         | A370M          | 2022/3/30    | ACM-G11 (DG2-128) | TSMC N6 | 7.2                  | 157             | 8 Xe 코어 1024:64:32:8 (128:128:2)     | 4 MB    | 1550 2050       | 49.6 65.6   | 99.2 131.2    | GDDR6 SDRAM | 4 GB      | 112           | 64비트  | 14000       | 6.3488 8.3968      | 3.1744 4.1984      | 0.7936 1.0496      | 35–50 W   | PCIe 4.0 ×8     |
| 아크 5         | A530M          | 2023년 3분기 | ACM-G12 (DG2-256) | TSMC N6 |                      |                 | 12 Xe 코어 1536:96:48:12 (192:192:3)   | 8 MB    | 1300            |             |               | GDDR6 SDRAM | 4 GB 8 GB | 224           | 128비트 | 14000       |                    |                    |                    | 65–95 W   | PCIe 4.0 ×8     |
| 아크 5         | A550M          | 2022년 2분기 | ACM-G10 (DG2-512) | TSMC N6 | 21.7                 | 406             | 16 Xe 코어 2048:128:64:16 (256:256:4)  | 8 MB    | 900 1700        | 57.6 108.8  | 115.2 217.6   | GDDR6 SDRAM | 8 GB      | 224           | 128비트 | 14000       | 7.3728 13.9264     | 3.6864 6.9632      | 0.9216 1.7408      | 60–80 W   | PCIe 4.0 ×8     |
| 아크 5         | A570M          | 2023년 3분기 | ACM-G12 (DG2-256) | TSMC N6 |                      |                 | 16 Xe 코어 2048:128:64:16 (256:256:4)  | 8 MB    | 1300            |             |               | GDDR6 SDRAM | 8 GB      | 224           | 128비트 | 14000       |                    |                    |                    | 75–95 W   | PCIe 4.0 ×8     |
| 아크 7         | A730M          | 2022년 2분기 | ACM-G10 (DG2-512) | TSMC N6 | 21.7                 | 406             | 24 Xe 코어 3072:192:96:24 (384:384:6)  | 12 MB   | 1100 2050       | 105.6 196.8 | 211.2 393.6   | GDDR6 SDRAM | 12 GB     | 336           | 192비트 | 14000       | 13.5168 25.1904    | 6.7584 12.5952     | 1.6896 3.1488      | 80–120 W  | PCIe 4.0 ×16    |
| 아크 7         | A770M          | 2022년 2분기 | ACM-G10 (DG2-512) | TSMC N6 | 21.7                 | 406             | 32 Xe 코어 4096:256:128:32 (512:512:8) | 16 MB   | 1650 2050       | 211.2 262.4 | 422.4 524.8   | GDDR6 SDRAM | 16 GB     | 512           | 256비트 | 16000       | 27.0336 33.5872    | 13.5168 16.7936    | 3.3792 4.1984      | 120–150 W | PCIe 4.0 ×16    |

1. ↑   셰이딩 코어 (ALU): 텍스처 매핑 유닛 (TMU): 렌더 출력 유닛 (ROP): 레이 트레이싱 유닛 
   (텐서 코어 (XMX): 실행 유닛: 렌더 슬라이스)
2. ↑  텍스처 필레이트는 텍스처 매핑 유닛(TMU) 수에 기본(또는 부스트) 코어 클럭 속도를 곱하여 계산됩니다.
3. ↑   부스트 값 (사용 가능한 경우)은 기본 값 아래에 기울임꼴로 표시됩니다.
4. ↑  픽셀 필레이트는 세 가지 숫자 중 가장 낮은 값으로 계산됩니다: ROP 수에 기본 코어 클럭 속도를 곱한 값, 래스터라이저 수에 각 래스터라이저가 생성할 수 있는 프래그먼트 수를 곱한 다음 기본 코어 클럭 속도를 곱한 값, 그리고 스트리밍 멀티프로세서 수에 클럭당 출력할 수 있는 프래그먼트 수를 곱한 다음 기본 클럭 속도를 곱한 값.

#### 워크스테이션
| 브랜드 및 모델 | 브랜드 및 모델 | 출시           | 코드명            | 공정    | 트랜지스터 (십억 개) | 다이 크기 (mm2) | 코어 구성                             | L2 캐시 | 코어 클럭 (MHz) | 필레이트    | 필레이트      | 메모리 | 메모리 | 메모리        | 메모리    | 메모리      | 처리 능력 (TFLOPS) | 처리 능력 (TFLOPS) | 처리 능력 (TFLOPS) | TDP  | 버스 인터페이스 |
| 브랜드 및 모델 | 브랜드 및 모델 | 출시           | 코드명            | 공정    | 트랜지스터 (십억 개) | 다이 크기 (mm2) | 코어 구성                             | L2 캐시 | 코어 클럭 (MHz) | 화소 (GP/s) | 텍스처 (GT/s) | 유형   | 크기   | 대역폭 (GB/s) | 버스 너비 | 클럭 (MT/s) | 반 정밀도          | 단 정밀도          | 배 정밀도          | TDP  | 버스 인터페이스 |
| -------------- | -------------- | -------------- | ----------------- | ------- | -------------------- | --------------- | ------------------------------------- | ------- | --------------- | ----------- | ------------- | ------ | ------ | ------------- | --------- | ----------- | ------------------ | ------------------ | ------------------ | ---- | --------------- |
| 아크 프로      | A30M           | 2022/8/8       | ACM-G11 (DG2-128) | TSMC N6 | 7.2                  | 157             | 8 Xe 코어 1024:64:32:8 (128:128:2)    | 4 MB    | 1550            |             |               | GDDR6  | 4 GB   | 112           | 64비트    | 14000       |                    | 4.20               |                    | 50 W | PCIe 4.0 x8     |
| 아크 프로      | A40            | 2022/8/8       | ACM-G11 (DG2-128) | TSMC N6 | 7.2                  | 157             | 8 Xe 코어 1024:64:32:8 (128:128:2)    | 4 MB    | 1550            | 6 GB        | 192           | GDDR6  | 96비트 | 16000         |           | 5.02        |                    |                    |                    | 50 W | PCIe 4.0 x8     |
| 아크 프로      | A50            | 2022/8/8       | ACM-G11 (DG2-128) | TSMC N6 | 7.2                  | 157             | 8 Xe 코어 1024:64:32:8 (128:128:2)    | 4 MB    | 2050            | 6 GB        | 192           | GDDR6  | 96비트 | 16000         |           | 5.02        |                    | 75 W               |                    |      | PCIe 4.0 x8     |
| 아크 프로      | A60M           | 2023년 6월 6일 | ACM-G12 (DG2-256) | TSMC N6 |                      |                 | 16 Xe 코어 2048:128:64:16 (256:256:4) |         | 1300            |             |               | GDDR6  | 8 GB   | 16000         | 256       | 128비트     |                    | 9.42               |                    | 95 W | PCIe 4.0 x16    |
| 아크 프로      | A60            | 2023년 6월 6일 | ACM-G12 (DG2-256) | TSMC N6 | 2000                 | 12 GB           | 16 Xe 코어 2048:128:64:16 (256:256:4) | 384     | 192비트         |             | 10.04         | GDDR6  |        | 16000         | 130 W     |             |                    |                    |                    |      | PCIe 4.0 x16    |

1. ↑   셰이딩 코어(ALU): 텍스처 매핑 유닛(TMU): 렌더 출력 유닛(ROP): 레이 트레이싱 유닛 
   (텐서 코어(XMX): 실행 유닛: 렌더 슬라이스)
2. ↑   부스트 값(사용 가능한 경우)은 기본 값 아래에 기울임꼴로 표시된다.
3. ↑   픽셀 필레이트는 다음 세 가지 숫자 중 가장 낮은 값으로 계산된다: ROP 수에 기본 코어 클럭 속도를 곱한 값, 래스터라이저 수에 각 래스터라이저가 생성할 수 있는 프래그먼트 수에 기본 코어 클럭 속도를 곱한 값, 스트리밍 멀티프로세서 수에 클럭당 출력할 수 있는 프래그먼트 수에 기본 클럭 속도를 곱한 값.
4. ↑   텍스처 필레이트는 텍스처 매핑 유닛(TMU) 수에 기본(또는 부스트) 코어 클럭 속도를 곱한 값으로 계산된다.

### Battlemage
Battlemage (Xe2)는 2세대 Xe 아키텍처로, 2024년 9월에 출시된 루나레이크 모바일 프로세서에서 저전력 변형이 처음 등장했다. 2024년 12월 3일, 인텔은 Xe2-HPG 그래픽 아키텍처를 기반으로 하는 두 개의 아크 B-시리즈 데스크톱 그래픽 카드를 발표했다.

#### 데스크톱
| 브랜딩 및 모델 | 브랜딩 및 모델 | 출시일     | MSRP (USD) | 코드명  | 트랜지스터 (10억 개) | 다이 크기 (mm2) | 코어                                | 코어       | 캐시   | 캐시  | 메모리 | 메모리 | 메모리           | 메모리         | 메모리  | 필레이트     | 필레이트        | 처리 능력 (TFLOPS) | 처리 능력 (TFLOPS) | 처리 능력 (TFLOPS) | TDP   | 버스 인터페이스 |             |
| 브랜딩 및 모델 | 브랜딩 및 모델 | 출시일     | MSRP (USD) | 코드명  | 트랜지스터 (10억 개) | 다이 크기 (mm2) | 구성                                | 클럭 (MHz) | L1     | L2    | 유형   | 크기   | 클럭 속도 (Gb/s) | 대역 폭 (GB/s) | 버스 폭 | 화소 (Gpx/s) | 텍스처 (Gtex/s) | 반정밀도 (기본)    | 단정밀도 (기본)    | 배정밀도 (기본)    | TDP   | 버스 인터페이스 | PCIe 4.0 x8 |
| -------------- | -------------- | ---------- | ---------- | ------- | -------------------- | --------------- | ----------------------------------- | ---------- | ------ | ----- | ------ | ------ | ---------------- | -------------- | ------- | ------------ | --------------- | ------------------ | ------------------ | ------------------ | ----- | --------------- | ----------- |
| 아크 5         | B570           | 2025/1/16  | $219       | BMG-G21 | 19.6                 | 272 mm2         | 18 Xe 코어 (144) 2304:144:72:18:144 | 1700 2500  | 4.5 MB | 10 MB | GDDR6  | 10 GB  | 19.0             | 380            | 160-bit | 122.4 200.0  | 244.8 360.0     | 23.04              | 11.52              | 1.44               | 150 W |                 | PCIe 4.0 x8 |
| 아크 5         | B580           | 2024/12/13 | $249       | BMG-G21 | 19.6                 | 272 mm2         | 20 Xe 코어 (160) 2560:160:80:20:160 | 1700 2670  | 5 MB   | 12 MB | GDDR6  | 12 GB  | 19.0             | 456            | 192-bit | 136.0 213.6  | 272.0 427.2     | 27.34              | 13.67              | 1.709              | 190 W |                 |             |

1. ↑  화소 필레이트는 렌더 출력 장치(ROP) 수에 기본(또는 부스트) 코어 클럭 속도를 곱하여 계산된다.
2. ↑  텍스처 필레이트는 텍스처 매핑 유닛(TMU) 수에 기본(또는 부스트) 코어 클럭 속도를 곱하여 계산된다.
3. ↑  Xe2-HPG 코어 (Xe 벡터 엔진) 
 통합 셰이더 : 텍스처 매핑 유닛 : 렌더 출력 장치 : 광선 추적 코어 : XMX 코어
4. ↑  부스트 값 (사용 가능한 경우)은 기본 값 아래에 이탤릭체로 표시된다.

#### 워크스테이션
| 브랜딩 및 모델 | 브랜딩 및 모델 | 출시         | 코드명 | 공정    | 트랜지스터 (십억 개)            | 다이 크기 (mm2) | 코어 구성                       | L2 캐시 | 코어 클럭 (MHz) | 필레이트    | 필레이트      | 메모리 | 메모리 | 메모리        | 메모리    | 메모리      | 처리 능력 (TFLOPS) | 처리 능력 (TFLOPS) | 처리 능력 (TFLOPS) | TDP  | 버스 인터페이스 |
| 브랜딩 및 모델 | 브랜딩 및 모델 | 출시         | 코드명 | 공정    | 트랜지스터 (십억 개)            | 다이 크기 (mm2) | 코어 구성                       | L2 캐시 | 코어 클럭 (MHz) | 픽셀 (GP/s) | 텍스처 (GT/s) | 유형   | 크기   | 대역폭 (GB/s) | 버스 너비 | 클럭 (MT/s) | 반 정밀도          | 단 정밀도          | 배 정밀도          | TDP  | 버스 인터페이스 |
| -------------- | -------------- | ------------ | ------ | ------- | ------------------------------- | --------------- | ------------------------------- | ------- | --------------- | ----------- | ------------- | ------ | ------ | ------------- | --------- | ----------- | ------------------ | ------------------ | ------------------ | ---- | --------------- |
| Arc Pro        | B50            | 2025년 3분기 |        | TSMC N5 |                                 |                 | 16 Xe 코어 ?:?:?:16 (128:128:4) |         | 2600            |             |               | GDDR6  | 16 GB  | 224           | 128-bit   | 14000       |                    |                    |                    | 70 W | PCIe 5.0 x8     |
| Arc Pro        | B60            | 2025년 3분기 |        | TSMC N5 | 20 Xe 코어 ?:?:?:20 (160:160:5) | 2400            | 24 GB                           | 456     | 192-bit         | 19000       |               | GDDR6  |        |               | 200 W     |             |                    |                    |                    |      | PCIe 5.0 x8     |

1. ↑   셰이딩 코어 (ALU): 텍스처 매핑 유닛 (TMU): 렌더 출력 유닛 (ROP): 레이 트레이싱 유닛 
   (텐서 코어 (XMX): 실행 유닛: 렌더 슬라이스)
2. ↑   부스트 값(사용 가능한 경우)은 기본값 아래에 이탤릭체로 표시된다.
3. ↑   픽셀 필레이트는 세 가지 숫자 중 가장 낮은 값으로 계산된다: ROP 수에 기본 코어 클럭 속도를 곱한 값, 래스터라이저 수에 각 래스터라이저가 생성할 수 있는 프래그먼트 수를 곱한 다음 기본 코어 클럭 속도를 곱한 값, 그리고 스트리밍 멀티프로세서 수에 클럭당 출력할 수 있는 프래그먼트 수를 곱한 다음 기본 클럭 속도를 곱한 값이다.
4. ↑   텍스처 필레이트는 텍스처 매핑 유닛(TMU) 수에 기본(또는 부스트) 코어 클럭 속도를 곱하여 계산된다.

### 미래 세대
인텔은 또한 개발 중인 미래 세대 인텔 아크 GPU인 Celestial (Xe3)과 Druid (Xe4)를 공개했다.
인텔은 메테오레이크 및 이후 세대 CPU SoC가 인텔 아크 타일 GPU를 사용한다고 밝혔다.

## 인텔 XeSS
인텔 XeSS는 실시간 딥러닝 이미지 업스케일링 기술로, 주로 비디오 게임에서 엔비디아의 DLSS 및 AMD의 FSR 기술의 경쟁자로 사용하기 위해 개발되었다. 또한 XeSS는 아크 그래픽 카드에만 국한되지 않는다. 아크 그래픽 카드에만 있는 XMX 명령어를 사용하지만, DP4a 명령어를 지원하는 경쟁 GPU에서는 DP4a 명령어를 활용하도록 대체된다. XeSS는 픽셀당 64개의 샘플로 훈련되며, 엔비디아 DLSS의 픽셀당 16개 샘플 (16K 참조 이미지)과는 다르다.
| 품질 사전 설정                 | 스케일 팩터    | 렌더 스케일 | 스케일 팩터 (1.0-1.2) | 렌더 스케일 (1.0-1.2) |
| ------------------------------ | -------------- | ----------- | --------------------- | --------------------- |
| 네이티브 안티앨리어싱(1.3부터) | 1.00x(1.3부터) | 100%        | 해당 없음             | 해당 없음             |
| 울트라 품질 플러스(1.3부터)    | 1.30x(1.3부터) | 77.0%       | 해당 없음             | 해당 없음             |
| 울트라 품질                    | 1.50×(1.3부터) | 66.7%       | 1.30x                 | 77.0%                 |
| 품질                           | 1.70×(1.3부터) | 58.8%       | 1.50x                 | 66.7%                 |
| 균형                           | 2.00×(1.3부터) | 50.0%       | 1.70x                 | 58.8%                 |
| 성능                           | 2.30×(1.3부터) | 43.5%       | 2.00x                 | 50.0%                 |
| 울트라 성능(1.3부터)           | 3.00×(1.3부터) | 33.3%       | 해당 없음             | 해당 없음             |

1. ↑   알고리즘이 반드시 이러한 사전 설정을 사용하여 구현될 필요는 없다. 구현자가 사용자 지정 입력 및 출력 해상도를 정의하는 것이 가능하다.
2. 1 2   입력 해상도를 출력 해상도로 업샘플링하는 데 사용되는 선형 스케일 팩터. 예를 들어, 2.00× 스케일 팩터로 540p에서 렌더링된 장면은 1080p의 출력 해상도를 갖는다.
3. 1 2   출력 해상도에 비해 기술이 내부적으로 장면을 렌더링한 후 업샘플링하는 데 사용하는 선형 렌더 스케일. 예를 들어, 50% 렌더 스케일의 1080p 장면은 내부 해상도가 540p이다.

## 문제점

### 드라이버
인텔 아크 GPU의 성능은 특히 출시 시점에 드라이버 지원 부족으로 어려움을 겪었다. 게이머스 넥서스의 조사에 따르면 아크 GPU에는 43개의 알려진 드라이버 문제가 있었으며, 이에 대해 인텔은 문제점을 인정하고 대응했다. 팻 겔싱어 인텔 CEO도 드라이버 문제를 아크 출시 지연의 원인으로 꼽았다. 2022년 10월의 베타 드라이버는 실수로 아크 A770의 메모리 클럭을 2187 MHz에서 2000 MHz로 9% 감소시켜 메모리 대역폭을 17% 줄였다. 이 특정 문제는 나중에 수정되었다. 인텔은 리눅스용 오픈 소스 드라이버를 제공한다.

### DirectX 9 호환성
Alchemist 세대부터 Arc는 DirectX 11 및 12와 벌컨 (API) 그래픽 API에 대한 직접적인 하드웨어 지원만 포함하며, 이전 버전인 DirectX 9 및 10과 OpenGL API는 인텔의 그래픽 드라이버에 내장된 실시간 호환성 계층을 통해 지원된다. 그 결과, Alchemist GPU는 이 이전 API만 사용할 수 있는 소프트웨어, 예를 들어 카운터-스트라이크 2, 리그 오브 레전드, 스타크래프트 II: 자유의 날개와 같은 여러 DirectX 9 기반 E스포츠 게임에서 경쟁 엔비디아 및 AMD GPU보다 눈에 띄게 성능이 저하된다. DirectX 11과 DirectX 12 사이에도 성능 차이가 있다.
2022년 12월 드라이버 업데이트는 DirectX 9 기반 게임과의 Arc 호환성 및 성능을 향상시켰다. 인텔에 따르면, 드라이버 업데이트로 Arc GPU는 DirectX 9 게임에서 최대 1.8배 더 빨라졌다. 2023년 2월 드라이버 업데이트는 DirectX 9 기반 게임에서 Arc의 성능을 더욱 향상시켰다.

### 레거시 BIOS 호환성
인텔 아크는 최적의 성능을 위해 UEFI BIOS와 Resizable BAR 지원이 필요하다. UEFI 클래스 1 및 클래스 2 BIOS는 인텔 아크에서 지원되지 않는다.